# Học bộ
Học bộ (chữ Hán: 學部) là cơ quan phụ trách giáo dục thi cử của triều Nguyễn với trụ sở tại Học bộ đường (chữ Hán: 學部堂) nằm ở phía đông Hoàng thành Huế. Bộ này được thành lập năm 1907 dưới triều Duy Tân, và sau đó được đổi tên thành Bộ Quốc dân Giáo dục (1933) và cuối cùng là Giáo dục Mỹ thuật bộ (1945). Đây là cơ quan giáo dục cấp bộ đầu tiên và cũng là cuối cùng trong chế độ phong kiến Việt Nam.

## Lịch sử
Năm 1907, dưới thời vua Duy Tân, triều đình lập thêm học bộ (學部), tiền thân là ty Tân hưng được tách ra từ lễ bộ để cai quản việc học hành thi cử. Về cơ cấu tổ chức, bộ Học cũng giống như các bộ khác, đứng đầu là Thượng thư, các quan chức dưới quyền gồm 1 Tham tri, 1 Lang trung, 1 Viên ngoại lang, 1 Chủ sự và 1 Tư vụ.  Các công việc của Quốc sử quán và Quốc tử giám đều do Thượng Thư Bộ Học kiêm quản.
Từ triều Thành Thái việc giáo dục đào tạo đã có nhiều đổi mới, nhiều trường học được lập ra, tuy nhiên đến khi thành lập Bộ Học thì mọi thể chế thi cử, nhà trường, tuyển chọn học sinh của triều Nguyễn càng thay đổi. Nếu trước kia, triều Nguyễn độc tôn Nho học, việc học hành chỉ dùng chữ Nho, thi cử chủ yếu sử dụng các bài cổ văn, thi, phú, chế, chiếu, biểu, văn sách... thì nay thêm cả phần dịch sang chữ quốc ngữ và tiếng Pháp. Tuy có bộ máy quan lại riêng nhưng bộ này trên thực tế làm việc theo kế hoạch và sự chỉ đạo của Giám đốc Học chính Trung Kỳ của chính quyền thực dân.
Thượng thư học bộ đầu tiên là Cao Xuân Dục (1842 – 1923) với nhiệm kì 1907-1913. Các vị kế nhiệm Thượng thư bộ Học lần lượt là Hồ Đắc Trung (1856 – 1939) với nhiệm kì 1913-1922 và Thân Trọng Huề (1869 – 1925) với nhiệm kì 1922-1925. Từ năm 1925 đến 1933, Thượng thư bộ Lễ Hồ Đắc Trung trở lại kiêm quản bộ Học.
Năm 1933, vua Bảo Đại đổi tên bộ này thành bộ Quốc dân Giáo dục, đứng đầu là thượng thư Phạm Quỳnh (1892 – 1945) với nhiệm kì 1933-1942. Kế nghiệm Phạm Quỳnh là thượng thư Trần Thanh Đạt (tức Trần Công Toại, 1891 – 1968) với nhiệm kì 1942-1945.
Đêm 9-3-1945, Nhật đảo chính Pháp trên toàn cõi Đông Dương. Ngày 19-3-1945, nội các triều Nguyễn do Phạm Quỳnh đứng đầu xin từ chức. Đến ngày 17-4-1945, trước sự hiện diện của đại sứ Nhật là Yokoyama, Trần Trọng Kim đệ trình vua Bảo Đại danh sách nội các mới do Trần Trọng Kim làm Thủ tướng; bộ Quốc dân Giáo dục được đổi thành Giáo dục Mỹ thuật bộ do thạc sĩ toán học Hoàng Xuân Hãn (1908 – 1996) điều hành.  

### Di tích Học bộ đường
Trụ sở của Học bộ là khu Học bộ đường đóng tại Tôn học đường (còn gọi là trường Tôn học) cạnh khu Lục bộ đường. Năm Thành Thái thứ 16 (1904), nhà vua xây dựng Tôn học đường (tức trường Tôn học) tại vị trí hiện tại, là nơi dạy cho các tôn tước, công tử công tôn.
Trụ sở Bộ Học được cải dụng làm trường trung học Thành Nội từ năm 1955 tới năm 1957. Trường Thành Nội sau đó chuyển tên là trường Hàm Nghi. Kế tiếp, nơi này trở thành Nha Học chánh Trung phần. 
Sau năm 1975, các trụ sở trong khu Bộ Học được sử dụng làm trụ sở của Sở Giáo dục tỉnh Bình Trị Thiên. Ngày nay thì các di tích khu học bộ vẫn tồn tại trên đường Hàn Thuyên, Đinh Tiên Hoàng, thuộc phường Thuận Thành (thành phố Huế) với vòm cổng xây bằng gạch có ghi bốn chữ Hán tên là Học bộ đường môn (學部堂門). Các dãy nhà nằm trong Bộ Học xưa kia nay là trụ sở của Công ty Sách và Thiết bị trường học Thừa Thiên Huế, số 76 Hàn Thuyên.

## Danh sách Thượng thư bộ Học
| Thứ tự | Hình | Tên            | chữ Hán | Chức vụ                                          | Nhiệm kỳ                                                 |
| ------ | ---- | -------------- | ------- | ------------------------------------------------ | -------------------------------------------------------- |
| 1      |      | Cao Xuân Dục   | 高春育  | Học Bộ Thượng thư (學部尚書)                     | 1907–1913                                                |
| 2      |      | Hồ Đắc Trung   | 胡得忠  | Học Bộ Thượng thư (學部尚書)                     | 1913–1922, 1925-1933 (thượng thư Lễ bộ kiêm quản Học bộ) |
| 3      |      | Thân Trọng Huề | 申仲𢤮  | Học Bộ Thượng thư (學部尚書)                     | 1922–1925                                                |
| 4      |      | Phạm Quỳnh     | 范瓊    | Quốc dân Giáo dục Bộ Thượng thư (國民教育部尚書) | 1933–1942                                                |
| 5      |      | Trần Thanh Đạt | 陳清達  | Quốc dân Giáo dục Bộ Thượng thư (國民教育部尚書) | 12 tháng 5 năm 1942 – 19 tháng 3 năm 1945                |
| 6      |      | Hoàng Xuân Hãn | 黃春瀚  | Bộ trưởng Bộ Giáo dục Mỹ thuật (部長教育美術部)  | 17 tháng 4 năm 1945–23 tháng 8 năm 1945                  |

## Hình ảnh

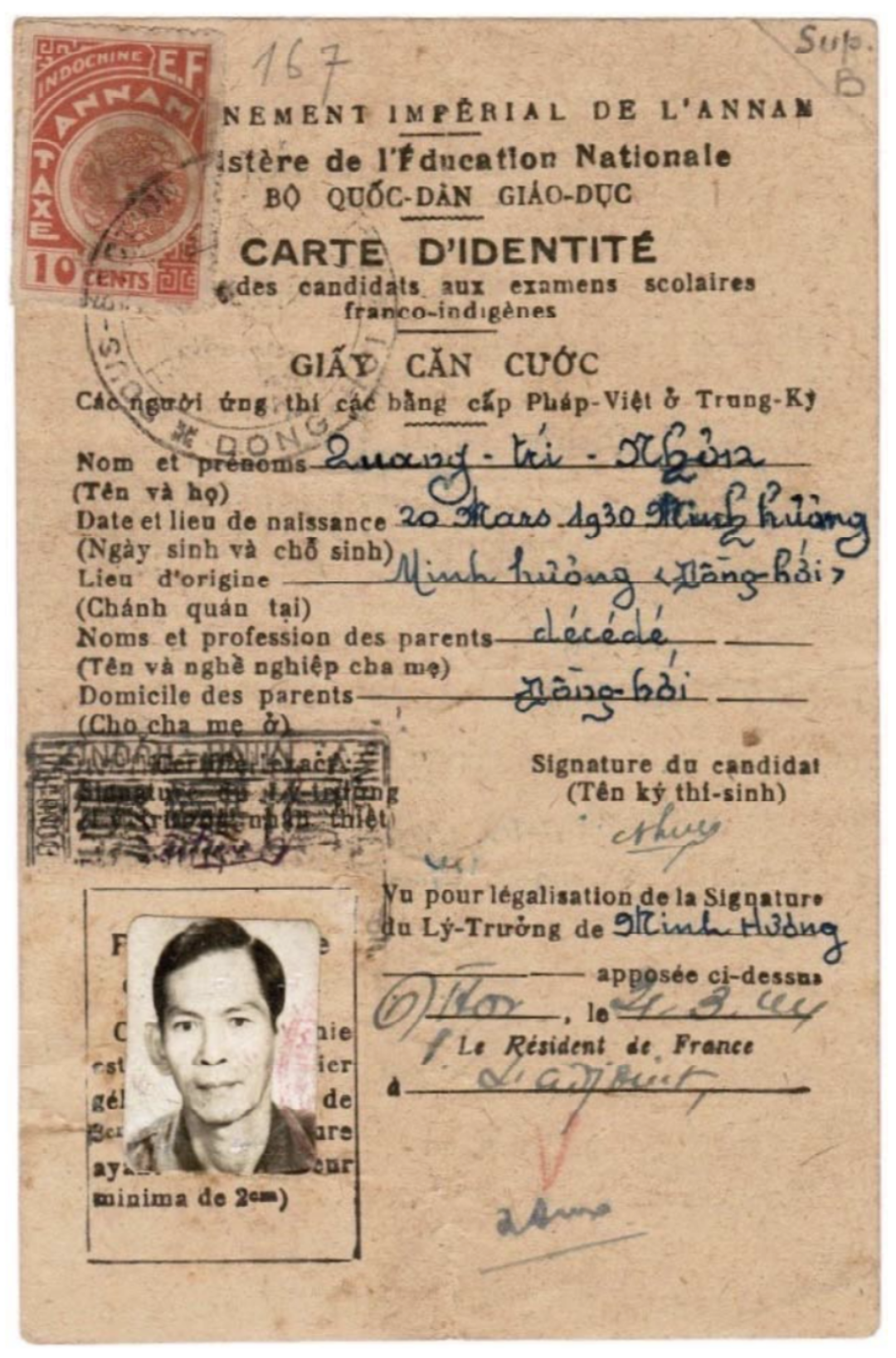
Giấy căn cước do bộ Học cấp ngày 4 tháng 3 năm 1944. Giấy này dùng cho những ai ứng thi các bằng cấp Pháp-Việt